# Halipeurus diversus
Halipeurus diversus är en insektsart som först beskrevs av Kellogg 1896.  Halipeurus diversus ingår i släktet Halipeurus och familjen fjäderlöss. Inga underarter finns listade i Catalogue of Life.